# Unforgettable (canción de Nat King Cole)
"Unforgettable"  (en españolː "Inolvidable") es una canción popular escrita por Irving Gordon. El título original de la canción era Incomparable, pero la compañía que publicó la canción le preguntó a Gordon acerca de un cambio de título y finalmente se llamó Unforgettable. La canción se publicó en 1951.

## Versiones notables
Una lista parcial incluye:
- Semprini Con Rhythm Acc. Grabada en Londres el 26 de marzo de 1956, como la tercera melodía del popurrí "Dancing to the piano (No. 14) - Part 1. Hit Medley of Foxtrots" junto con "Slow Coach" y "Cry". Fue lanzado por EMI en la compañía discográfica  His Master's Voice con número de catálogo B 10263.
- Yvette Giraud (1953, en francés bajo el título "Inoubliable")
- Pepper Adams Quintet (1957)
- Teddi King -  All the King's Songs (1959)
- Dinah Washington (1959) (fue incluido en el Salón de la Fama del Grammy en 2001)
- Earl Grant (1960)
- Peggy Lee (1963)
- Aretha Franklin para su álbum Unforgettable: A Tribute to Dinah Washington (1964).
- Sammy Davis, Jr. (1965)
- Marvin Gaye (1965)
- Oscar Peterson (1965)
- Aretha Franklin (1976)
- Esther Phillips (1976)
- Lou Rawls (1977)
- Engelbert Humperdinck (1980)
- Johnny Mathis (1983)
- Marlena Shaw (1986)
- Nat "King" Cole & Natalie Cole (1991) (Premios Grammy de 1992) - la interpretación de la canción en el show Grammy fue lanzado en el álbum de 1994 "Grammy's Greatest Moments Volume I".
- Roberta Flack (1991)
- Diane Schuur (1991)
- Vikki Carr (1997)
- Peter Nero (1997)
- Acoustix (1998)
- Kenny Rogers (1998)
- Leo Masliah del disco Textualmente 1 (2001)
- Capitán & Tennille (2001)
- Jackie Chan w/ Ani DiFranco (2002)[1]
- Merle Haggard (2004)
- Megan Mullally y Sean Hayes (2006) (Will & Grace finalmente como Jack McFarland y Karen Walker)
- Bradley Joseph (2006)
- Ricky Vallen (2009)[2]
- Nianell Y Dozi -  Toma Dos (2009)[3]
- Andrea Bocelli y Lisa Kelly (2010)
- Roberto Carlos - Live at Jerusalem (2011)[4]
- George Benson - Inspiration (A Tribute to Nat King Cole) (2013)[5]
- Sia - Banda Sonora de Buscando a Dory (2016)[6]
- Il Divo para su álbum Timeless (2018).

## Sampleo por canción
- Nas en "Can't Forget About You" (2006)